# Récepteur cannabinoïde
Les récepteurs cannabinoïdes sont des récepteurs sensibles aux cannabinoïdes. Ils font partie du système endocannabinoïde.
Les deux types connus principaux sont les récepteurs cannabinoïdes de type 1, isolés en 1990, et les récepteurs cannabinoïdes de type 2, isolés en 1993.